# Родригес де Тио, Лола
Ло́ла Родри́гес де Ти́о (полное имя Долорес Родригес де Астудильо-и-Понсе де Леон исп. Lola Rodríguez de Tió; 14 сентября 1848, Сан-Херман, Пуэрто-Рико — 10 ноября 1924, Гавана) — пуэрто-риканская поэтесса и борец за независимость Пуэрто-Рико, первый лирик этой страны, получивший всеобщее признание в Латинской Америке. В своём творчестве выступала также в защиту прав женщин и за отмену рабства.

## Биография
Отец Лолы Себастьян Родригес де Астудильо был адвокатом, основателем местной юридической палаты Colegio de Abogados de Puerto Rico. Мать её, Кармен Понсе де Леон, происходила из рода испанского конкистадора Хуана Понсе де Леона. Лола получила домашнее образование. С возраста 14 лет девушка коротко стриглась, сохранив эту привычку на всю жизнь.
После переезда её семьи в Маягуэс Лола в 1863 году выходит замуж за писателя и журналиста Боносио Тио Сегарру, активного противника колониального положения Пуэрто-Рико. Вскоре после свадьбы из печати выходит первый сборник стихотворений Лолы Родригес де Тио под названием Mis Cantos. В связи с их политической активностью Лола и её супруг в 1867 и в 1889 годах были испанским губернатором Пуэрто-Рико изгнаны с острова. В 1867 году они уезжают в Венесуэлу, во втором случае — в Нью-Йорк и затем на Кубу, где прожили до самой смерти. В 1868 году Лола пишет революционную песнь La Borinqueña, и посвящает её грядущей революции на родине (ныне это — национальный гимн Пуэрто-Рико). На Кубе она избирается членом местной литературной академии и работает в области общественного образования.
Лола Родригес де Тио прославилась своими многочисленными стихотворениями, призывающими к свободе Пуэрто-Рико и Кубы (например, Cuba y Puerto Rico son… и Mi Libro de Cuba). В 1919 году поэтесса вернулась на Пуэрто-Рико, где встретила восторженный приём. Здесь, на данном в её честь банкете Лола читала написанные ею «Кантаты о Пуэрто-Рико» (Cantos a Puerto Rico). Она также является автором национального флага Пуэрто-Рико, официально признанного с 1954 года. Лола предложила взять за основу флаг братской Кубы, лишь поменяв местами его цвета.